# Mistral's Daughter
Mistral's Daughter is een Amerikaanse miniserie uit 1984 van CBS, een bewerking van de gelijknamige roman van Judith Krantz uit 1982. In Nederland werd Mistral's Daughter in 1985 in vijf delen door de TROS uitgezonden.

## Inhoud
De mooie, maar naïeve Maggy Lunel komt begin jaren twintig alleen en zonder financiële middelen naar Parijs. Als bekend en populair model behaalde ze de titel Koningin der Modellen en werd ze in heel Parijs gevierd. Maggy wordt verliefd op de voorheen onbekende schilder Julien Mistral, een arrogante en egoïstische man die alleen maar verliefd is op zijn werk. Julien laat zich inspireren door Maggy en schildert in deze tijd samen zijn eerste beroemde afbeeldingen, die allemaal bij de eerste opening worden verkocht. Maggy en Julien gaan uit elkaar vanwege een ruzie. Maggy ontmoet en wordt verliefd op de rijke bankier Perry. Julien tolereert ondertussen de rijke Amerikaanse Kate Browning. De liefde tussen Maggy en Perry brengt een kind voort, Teddy. Teddy wordt later de moeder van Fauve, de dochter van Mistral.

## Rolverdeling
| Acteur                    | Personage                 |
| ------------------------- | ------------------------- |
| Stefanie Powers           | Magali 'Maggy' Lunel      |
| Lee Remick                | Katherine 'Kate' Browning |
| Stacy Keach               | Julien Mistral            |
| Robert Urich              | Jason Darcy               |
| Timothy Dalton            | Perry Kilkullen           |
| Joanna Lumley             | Lally Longbridge          |
| Stéphane Audran           | Paula Deslandes           |
| Ian Richardson            | Adrien Avigdor            |
| Stephanie Dunnam          | Theodora 'Teddy' Lunel    |
| Cotter Smith              | Melvin 'Falk' Allenberg   |
| Pierre Malet              | Eric Avigdor              |
| Philippine Leroy-Beaulieu | Fauve Mistral             |
| Alexandra Stewart         | Mary Jane Kilkullen       |
| Caroline Langrishe        | Nadine                    |
| Jonathan Hyde             | Philippe                  |
| Angela Thorne             | Nanny Butterfield         |
| Wolf Kahler               | Majoor Schmidt            |
| Michael Gough             | Kardinaal                 |
| Françoise Brion           | Patricia Falkland         |
| Shane Rimmer              | Harry Klein               |
| Victor Spinetti           | Alberto Bianchi           |
| Kristin Scott Thomas      | Nancy                     |

## Productie
Het themalied van de serie, instrumentaal uitgevoerd voor de serie, werd later uitgebracht door de Griekse zangeres Nana Mouskouri, getiteld "Only Love". Ze bracht ook een Franse versie "L'Amour en Héritage", Duitse versie, "Aber die Liebe bleibt", Italiaanse versie "Come un'eredità" en Spaanse versie "La dicha del amor" uit. Het lied verscheen ook op de gelijknamige soundtrack van Vladimir Cosma.
De impressionistische schilderijen in de serie waren eigenlijk het werk van John Bratby, een lid van de Engelse provinciale realistische kunstenaarsgroep die bekend staat als de Kitchen Sink-school, opgericht door Bratby eind jaren vijftig.